# Regional Preferente de La Rioja 2005-06
La temporada 2005-06 de Regional Preferente de La Rioja era el quinto y último nivel de las Ligas de fútbol de España para los clubes de La Rioja, por debajo de la Tercera División de España.

## Sistema de competición
Un único grupo con los 14 equipos se enfrentarían a doble vuelta, una vez en casa y otra en el campo del equipo rival, todos contra todos.
Debido a la creación definitiva del grupo riojano de Tercera división, pasarían de haber 17 equipos en el grupo XVb a 20 en el recién creado grupo XVI. De este modo se definió que ascenderían desde categoría regional seis equipos mientras que solo descenderían tres desde Tercera.
Los equipos que se clasificaran en los seis primeros puestos ascenderían directamente a Tercera División, exceptuando filiales que ya dispongan de un equipo en la categoría inmediatamente superior. Si hubiera alguna vacante más en el grupo XVI de Tercera División ascenderían los siguientes clasificados.

## Clasificación[1]
| Pos. | Equipo                     | Pts. | PJ | G  | E | P  | GF | GC | Dif. |                                              |
| ---- | -------------------------- | ---- | -- | -- | - | -- | -- | -- | ---- | -------------------------------------------- |
| 1    | C. D. San Lorenzo (C, A)   | 56   | 26 | 18 | 2 | 6  | 58 | 31 | +27  | Ascenso directo a Tercera                    |
| 2    | Yagüe C. F. (A)            | 52   | 26 | 15 | 7 | 4  | 54 | 28 | +26  | Ascenso directo a Tercera                    |
| 3    | C. D. Cenicero (A)         | 50   | 26 | 16 | 2 | 8  | 57 | 29 | +28  | Ascenso directo a Tercera                    |
| 4    | C. F. Ciudad de Alfaro (A) | 50   | 26 | 14 | 8 | 4  | 38 | 24 | +14  | Ascenso directo a Tercera                    |
| 5    | C. P. Calasancio (A)       | 46   | 26 | 13 | 7 | 6  | 50 | 30 | +20  | Ascenso directo a Tercera                    |
| 6    | C. D. Bañuelos (A)         | 42   | 26 | 11 | 9 | 6  | 41 | 38 | +3   | Ascenso directo a Tercera                    |
| 7    | C. D. Autol (A)            | 42   | 26 | 12 | 6 | 8  | 59 | 48 | +11  | Ascenso directo a Tercera                    |
| 8    | C. At. Vianés              | 40   | 26 | 12 | 4 | 10 | 46 | 33 | +13  |                                              |
| 9    | C. D. Tedeón               | 38   | 26 | 11 | 5 | 10 | 40 | 33 | +7   |                                              |
| 10   | Casalarreina C. F.         | 34   | 26 | 9  | 7 | 10 | 38 | 35 | +3   |                                              |
| 11   | A. F. Calahorra            | 26   | 26 | 8  | 2 | 16 | 43 | 46 | −3   |                                              |
| 12   | C. Haro Deportivo Promesas | 21   | 26 | 6  | 3 | 17 | 23 | 54 | −31  |                                              |
| 13   | A. D. Universidad La Rioja | 13   | 26 | 3  | 4 | 19 | 23 | 68 | −45  | El club no compite en la siguiente temporada |
| 14   | Construcciones Darane      | 2    | 26 | 0  | 2 | 24 | 17 | 90 | −73  | El club no compite en la siguiente temporada |

 Fuente: www.futbol-regional.es